# Salles-Mongiscard
Salles-Mongiscard é uma comuna francesa na região administrativa da Nova Aquitânia, no departamento dos Pirenéus Atlânticos. Estende-se por uma área de 5,82 km². Em 2010 a comuna tinha 309 habitantes (densidade: 53,1 hab./km²).